# Pułapka na myszy

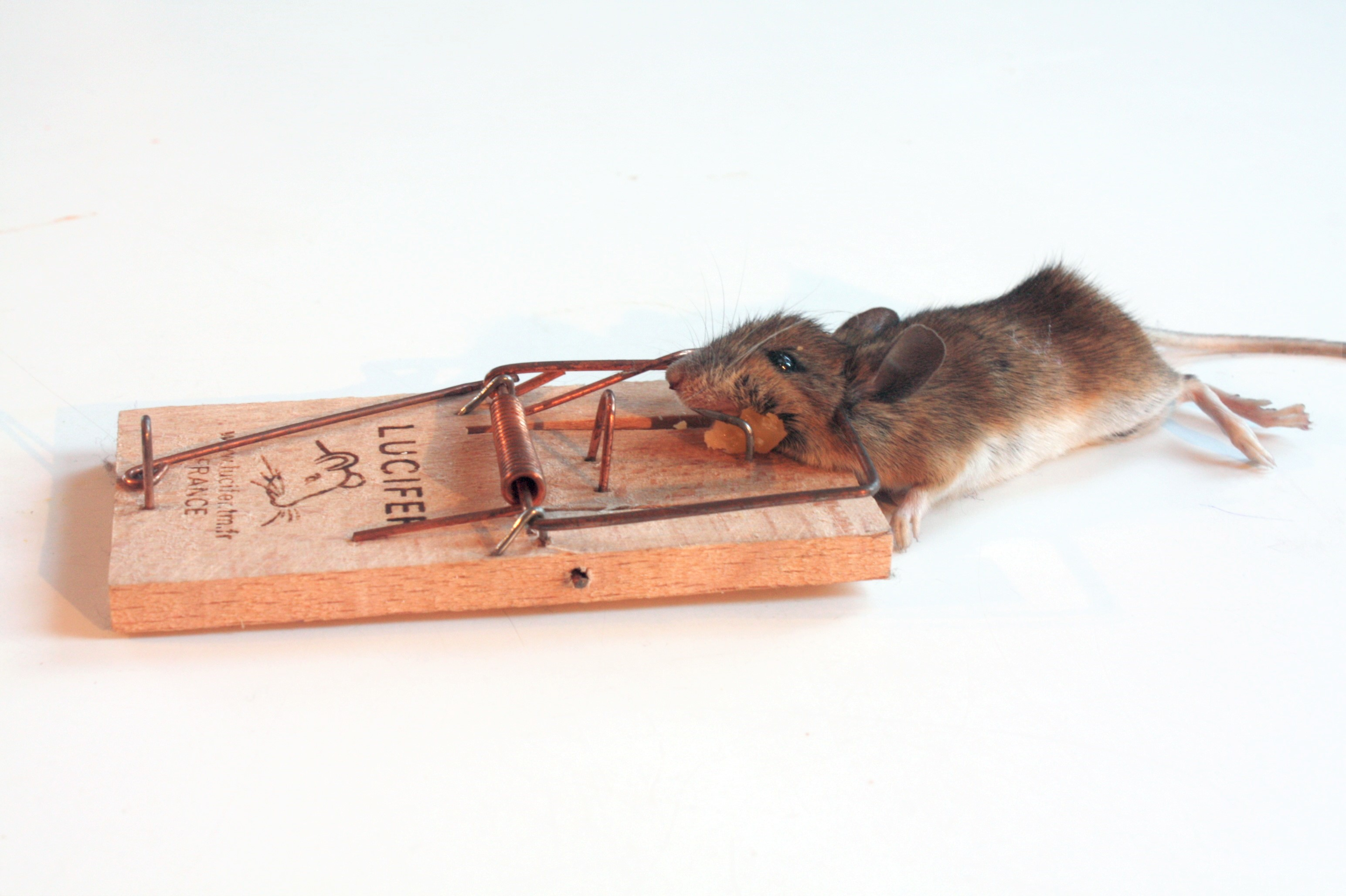
Pułapka sprężynowa Hookera z zabitą myszą

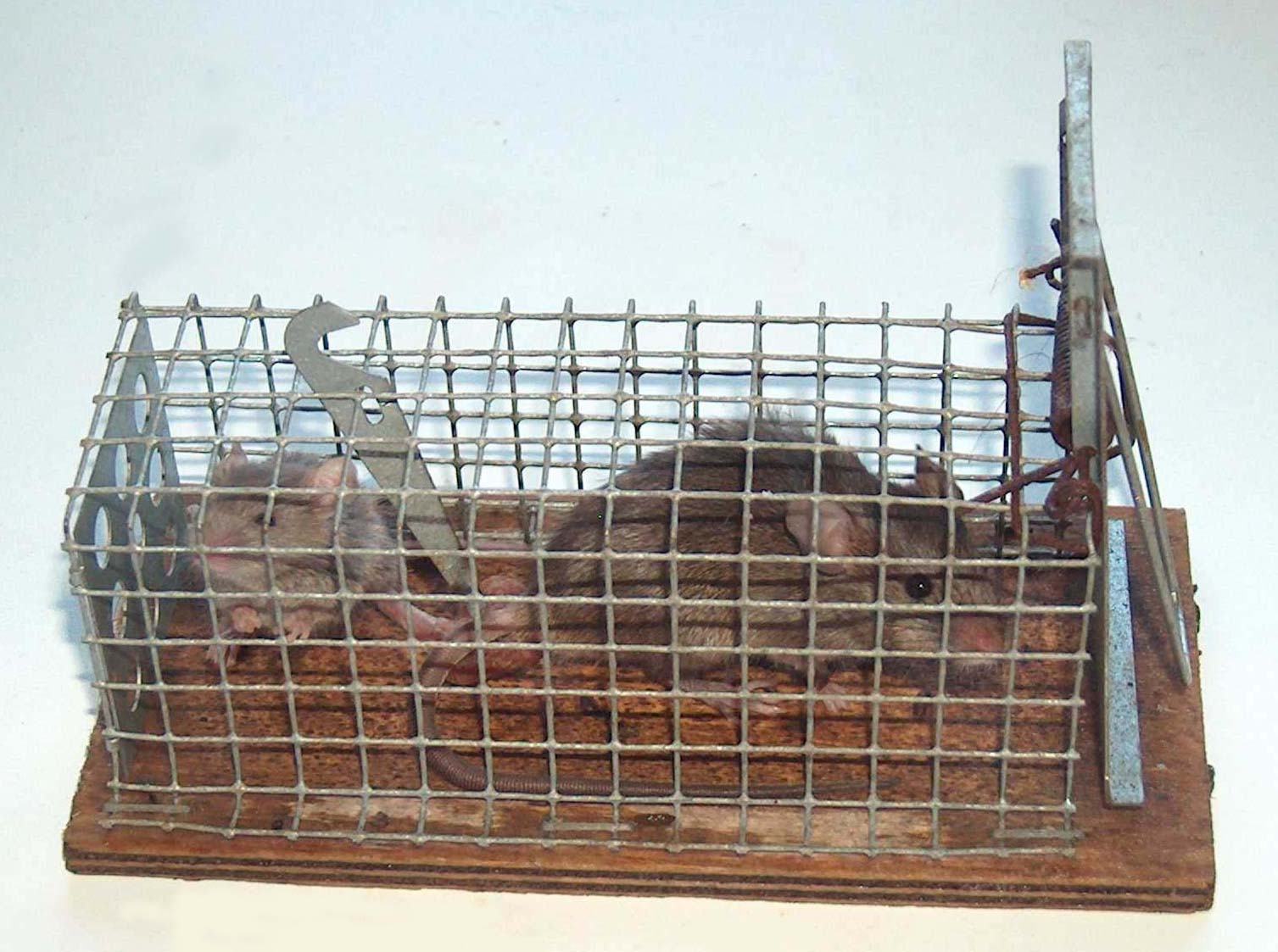
Dwie myszy złapane w jednej klatce

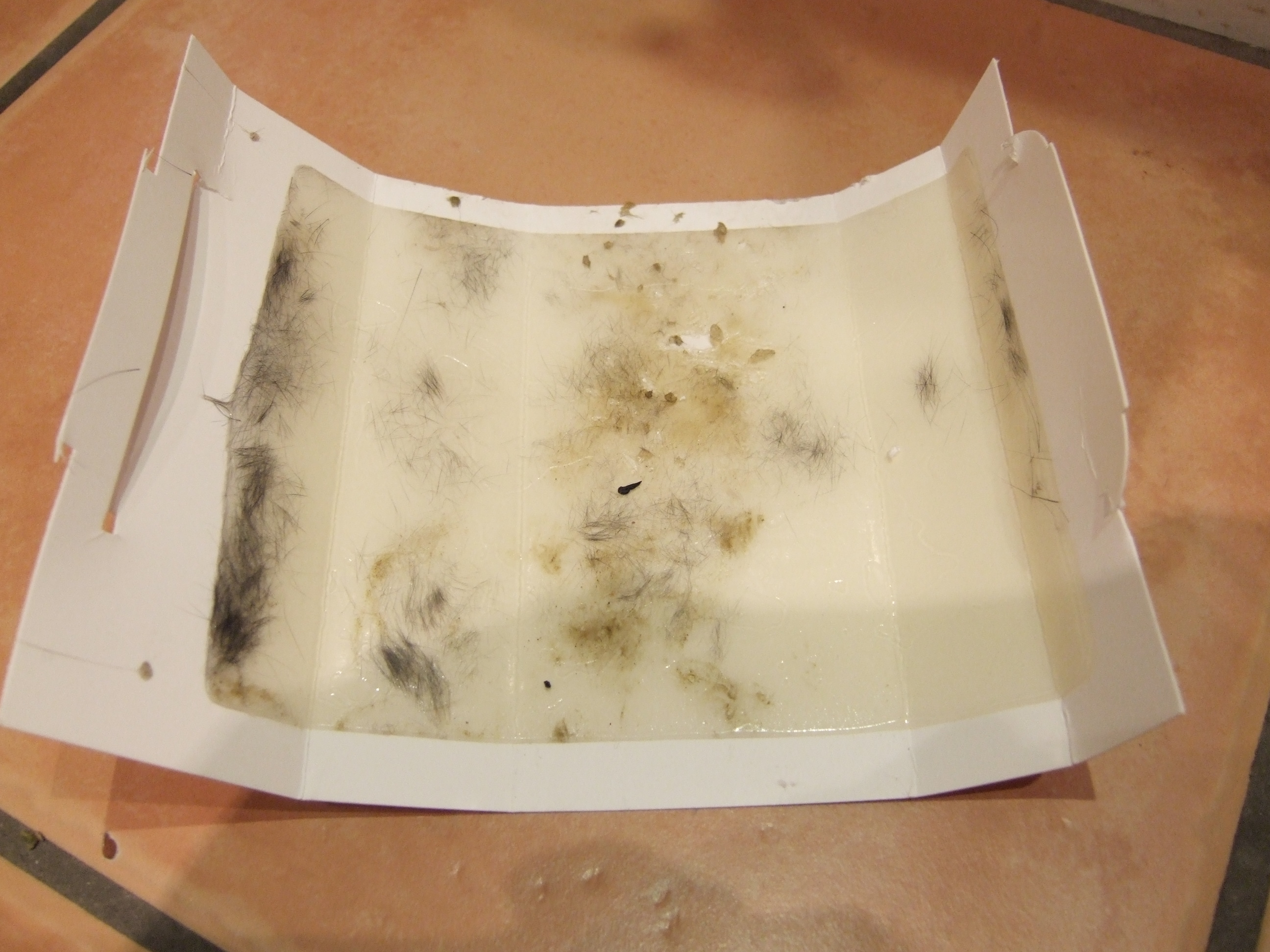
Lep, z którego udało się uciec gryzoniowi

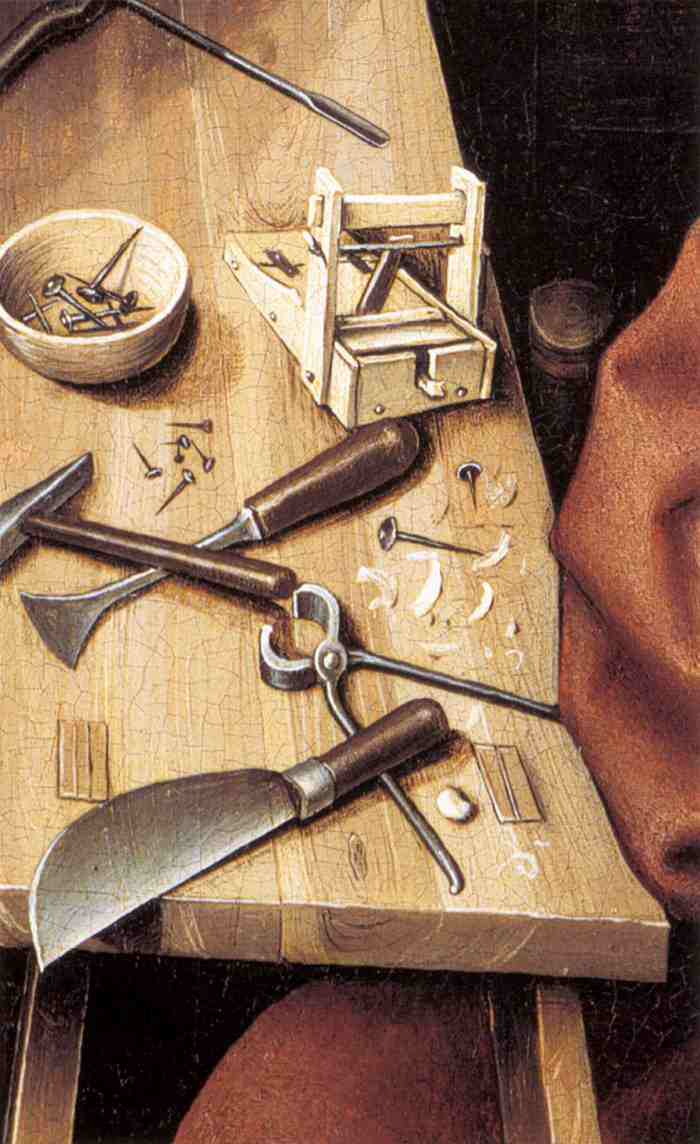
XV -wieczna pułapka na myszy. Fragment tryptyku de Mérode pędzla Mistrza z Flemalle

Pułapka na myszy (inaczej łapka na myszy) – urządzenie służące do łapania lub zabijania małych gryzoni, w szczególności myszy. Większe urządzania tego typu są także stosowane do łapania szczurów. Pierwsza sprężynowa pułapka na myszy została opatentowana w Stanach Zjednoczonych w roku 1897 przez Williama Hookera.

## Tradycyjna konstrukcja
Najbardziej znaną konstrukcją pułapki na myszy jest prosty mechanizm sprężynowy umieszczony na deseczce lub metalowej płytce. Do znajdującej się na środku deseczki osi przymocowana jest metalowa, prostokątna ramka. Na oś nałożona jest też sprężyna, która wymusza ruch ramki na jedną stronę pułapki. Po tej stronie znajduje się zapadka wykonana z drutu bądź kawałka blaszki, umieszczona na małej ośce. Po przeciwległej stronie znajduje się jeszcze jeden element w postaci pręta umocowanego jednym końcem do ośki. Nastawienie takiej pułapki polega na odciągnięciu ramki na przeciwległą stronę, założeniu pręta na nią i zablokowaniu go zapadką. Naciśnięcie na zapadkę powoduje odblokowanie pręta, a uwolniona ramka szybko wraca na drugą stronę, uderzając z dużą siłą. Na zapadce umieszcza się małą porcję pokarmu, np. ser, chleb albo masło orzechowe jako przynętę. Gdy gryzoń, przywabiony jedzeniem, naciśnie zapadkę, ramka uderza w niego. Pułapka jest tak zaprojektowana, by zabić mysz, przez uszkodzenie rdzenia kręgowego, zmiażdżenie jej głowy bądź klatki piersiowej. Często jednak zwierzę nie zdycha od razu. Mniejsze urządzenia tego typu są stosowane na myszy, do likwidacji szczurów stosuje się większe konstrukcje.

## Elektryczna pułapka
Takie urządzenie, wynalezione później, zabija gryzonie przez porażenie prądem elektrycznym. Zwierzę wchodząc w pułapkę zwiera dwie ukryte elektrody, zamykając obwód, co powoduje śmiertelne porażenie.

## Pułapki łapiące żywe zwierzęta

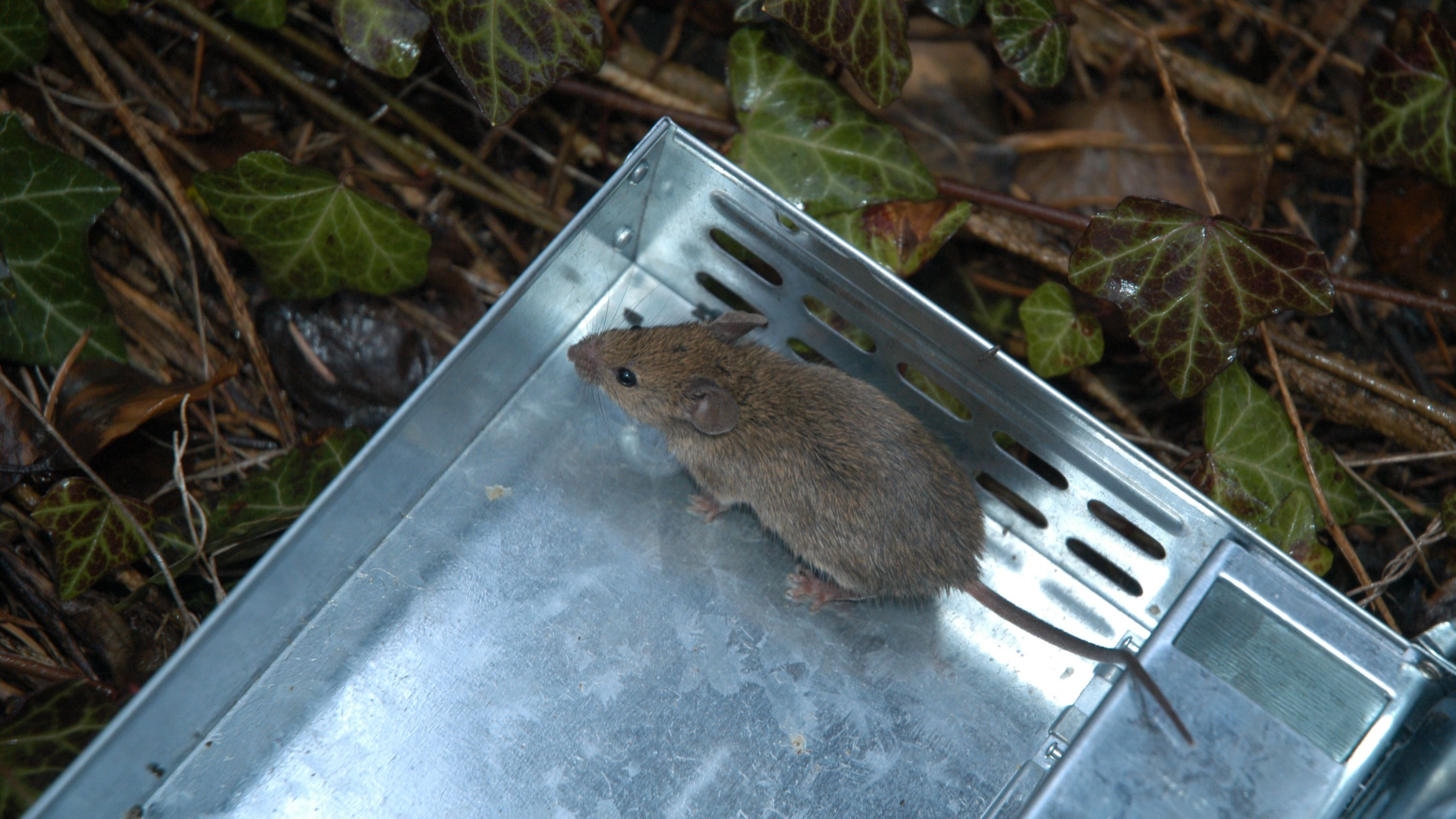
Mysz domowa wypuszczana z pułapki daleko od miejsca schwytania

Dostępne są także urządzenia, które chwytają gryzonie, ale nie robią im krzywdy. Są zbudowane w formie pojemnika, bądź klatki z otworem wejściowym. Gdy zwierzę wejdzie do środka, przywabione jakimś pokarmem umieszczonym wewnątrz pułapki, uruchamia mechanizm zamykający otwór. Taką pułapkę należy regularnie kontrolować, gdyż gryzonie mogą umrzeć z powodu odwodnienia. Złapaną mysz zabiera się następnie z dala od miejsca schwytania i zabija lub wypuszcza na wolność w odległym miejscu.

## Pułapka klejowa
Nazywana też lepem na myszy (w niektórych krajach dostępna w wersji przeciw szczurom). Jest to arkusz kartonu, drewna lub plastiku pokryty silnym klejem. Po wejściu na taką powierzchnię gryzoń przywiera do niej trwale łapami oraz futrem. Można go uwolnić przy pomocy oleju. Takie pułapki są używane tam, gdzie stosowanie trucizn i sprężyn jest zabronione lub niepożądane. Pułapki klejowe umożliwiają monitorowanie insektów przenoszonych przez szkodniki i ich wyłapywanie wraz z nosicielami. Są natomiast niewskazane w przypadku przeciwdziałania rozprzestrzenianiu się wirusów. Ogólna skuteczność lepów została ustalona eksperymentalnie jako co najmniej dwukrotnie niższa od skuteczności pułapek bezklejowych – ponieważ wibrysy umożliwiają myszom i szczurom rozpoznanie tekstury podłoża, w pułapki klejowe zwierzęta te wpadają głównie przez nieuwagę i dotyczy to zwłaszcza osobników młodocianych. Do względnej skuteczności lepów przyczynia się możliwość schwytania wielu zwierząt do tej samej pułapki, obniża ją natomiast obecność pyłu, kurzu i wilgoci. 
Pułapki klejowe są uznawane za niehumanitarne m.in. przez Towarzystwo Opieki nad Zwierzętami w Polsce, przez brytyjskie Królewskie Towarzystwo Zapobiegania Okrucieństwu wobec Zwierząt, przez organizację akredytującą AAALAC International i przez największego producenta pułapek na myszy w Stanach Zjednoczonych, firmę Woodstream. Ze względu na powodowane u zwierząt cierpienie porównywane są do powszechnie nieakceptowanych lepów na ptaki lub do pułapek topiących. Ich użycie jest zabronione w Irlandii (od 2003), w Szwecji, w amerykańskim mieście West Hollywood oraz poza szczególnymi przypadkami w Nowej Zelandii (od 2015) i na Tasmanii (od 2008), a w Wielkiej Brytanii i w australijskim stanie Wiktoria (od 2008) jest ograniczone licencją do profesjonalistów zobowiązanych do przestrzegania odpowiednich przepisów. Ponieważ śmierć jest odroczona w czasie, pułapki te mają dla zwierząt konsekwencje porównywalne z zastosowaniem potrzasków i nie spełniają żadnych standardów dobrostanu zwierząt. Do skutków pułapek klejowych dla schwytanych myszy i szczurów należy śmierć przez uduszenie klejem (po wycieńczeniu organizmu), śmierć z głodu, odwodnienia lub wychłodzenia, samookaleczenie, złamanie kończyn, zdarcie skóry i futra, przebywanie we własnych odchodach, a także skrajny lęk i stres. W badaniu z 1983 stwierdzono śmierć złapanych na lep zwierząt najwcześniej po upływie 3 godzin od schwytania, niektóre przeżyły całą dobę. Metoda uśmiercania gryzoni po ich schwytaniu na lep nie jest w wielu krajach w żaden sposób regulowana, co wzbudza dodatkowe zastrzeżenia etyczne. Pułapki te są ponadto groźne dla innych zwierząt, takich jak nietoperze, jaszczurki, ptaki, młode różnych gatunków i zwierzęta domowe.
Historycznie lepy były używane najpierw w Europie, gdzie ich użycie utrzymywało się jednak na nieznacznym poziomie. W USA rozpowszechniły się od lat 50. XX wieku, przy czym przez pierwsze dwie dekady były stosowane wyłącznie w formie kleju (bez arkusza) i głównie przez profesjonalistów, zanim skutecznie zareklamowano je prywatnym nabywcom. W Polsce była to w 2021 jedna z metod profesjonalnej deratyzacji w lokalach gastronomicznych.

## Rozwiązania zastępcze
We wrześniu 2024 Rada Miejska Nowego Jorku uchwaliła program pilotażowy testujący po raz drugi skuteczność środków antykoncepcyjnych dla szczurów, do czego przyczyniło się zainteresowanie opinii publicznej wpływem rodentycydów na miejską populację ptaków drapieżnych. Komentując inicjatywę przed jej uchwaleniem, rodentolog Michael H. Parsons z Fordham University zwrócił uwagę na trudności w pozyskaniu wiarygodnych danych dotyczących skuteczności antykoncepcji dla szczurów i stwierdził, że głównym źródłem problemu szczurów jest brak utrzymania czystości w mieście.